# Eutenhausen (Feldkirchen-Westerham)
Eutenhausen ist ein Ortsteil der Gemeinde Feldkirchen-Westerham im Landkreis Rosenheim. Die Einöde liegt im Norden der Gemeinde und hat 12 Einwohner (Stand 31. Dezember 2004). Sie liegt südlich von Unterlaus auf einer Höhe von 631,1 m ü. NN und erhebt sich über den im Nordwesten gelegenen Lauser Weiher. In der näheren Umgebung befinden sich in der ersten Augustwoche viele katholische Jugendzeltlager. 
Koordinaten: 47° 56′ N, 11° 52′ O